# Alpioniscus vejdovskyi
Alpioniscus vejdovskyi är en kräftdjursart som först beskrevs av Zdenek Frankenberger 1939.  Alpioniscus vejdovskyi ingår i släktet Alpioniscus och familjen Trichoniscidae. Inga underarter finns listade i Catalogue of Life.